# مسجد خان الزيت
مسجد خان الزيت مسجد تاريخي يقع في نهاية سوق خان الزيت في مدينة القدس بفلسطين.

## الموقع
يحتل مسجد خان الزيت موقعًا هاما في مركز مدينة القدس حيث يبعد حوالي 800 متر عن المسجد الأقصى، ويقع في نهاية سوق خان الزيت على بعد نحو 80 مترًا من سوق العطارين، وبالتحديد في زقاق كان يُطلق عليه قديما زقاق أبي شامة ويعرف حاليا باسم حوش الشاويش.

## لمحة تاريخية
شيد مسجد خان الزيت قرابة عام 1652م الموافق لعام 1063 هـ على يد أبي بكر بن عمر الحلبي، الذي أقامه على أنقاض مسجد قديم كان قائما إبان الحقبة الأموية، لذلك كان يعرف قديما بالمسجد العمري حسبما تشير حجج ووثائق محكمة القدس الشرعية التي يعود تاريخها إلى عام 1878م، وقد أفادت بعض وثائق المجلس الإسلامي الأعلى المحفوظة في مؤسسة إحياء التراث والبحوث الأسلامية والتي يعود تاريخها ألى عام 1927 بوجود مسجد علوي عرف باسم مسجد أبي بكر الصديق في بناء مجاور لمسجد خان الزيت كان يؤمه أصحاب المتاجر الواقعة في مركز المدينة التجاري للصلاة إلى أن هدمت الزلازل التي وقعت في المنطقة عام 1927 أجزاءً منه واستولى أصحاب المنازل المجاورة على أجزاء أخرى حتى تقلصت مساحته ليصبح أشبه بغرفة صغيرة أبعادها 5,20×2,80 مترا. تحولت هذه الغرفة الصغيرة بعد ذلك إلى مخزن، واعتبرته وزارة الأوقاف الإسلامية من الأوقاف المندرسة إلى أن عثر أحد المستأجرين على محراب المسجد وتولى ترميمه وأعاده لدائرة الأوقاف في عام 1983، ولا يزال المسجد قائما إلى الآن وتبلغ مساحة المسجد الحالية نحو 180 مترا. ذهب بعض المؤرخين للاعتقاد بأن مسجد خان الزيت هو المسجد الذي صلى به عمر بن الخطاب عقب دخوله للقدس.